# Chōjun Miyagi
Chōjun Miyagi (宮城 長順?, Miyagi Chōjun; Naha, 25 aprile 1888 – Okinawa, 8 ottobre 1953) è stato un karateka e maestro di karate giapponese.
Fondatore dello stile Gōjū-ryū, fu il primo maestro di karate ad essere insignito del grado di “Kyoshi”, 2º livello, dal Dai Nippon Butokukai.
Altri maestri fra i quali G. Funakoshi, K. Mabuni ed H. Otsuka ottennero soltanto il titolo di Renshi (terzo livello) nel 1939.

## Gioventù e addestramento
Miyagi nacque a Higashimachi, a Naha, in Okinawa il 25 aprile 1888 da una famiglia che apparteneva alla nobiltà.. All'età di 11 anni cominciò a studiare le arti marziali da Ryuko Aragaki, che successivamente lo presentò a Kanryo Higaonna quando Miyagi aveva 14 anni. Alla morte del maestro Kanryo Higaonna nel 1916 l'arte del Naha-Te passò da Higaonna al suo discepolo Miyagi.
Gli allievi più importanti e effettivi del maestro Miyagi Chojun sono: Seiko Higa, Seikichi Toguchi, Jinan Shinzato, Seiko Kina, Meitoku Yagi, Eiichi Miyazato, Kei Miyagi, Koshin Iha.

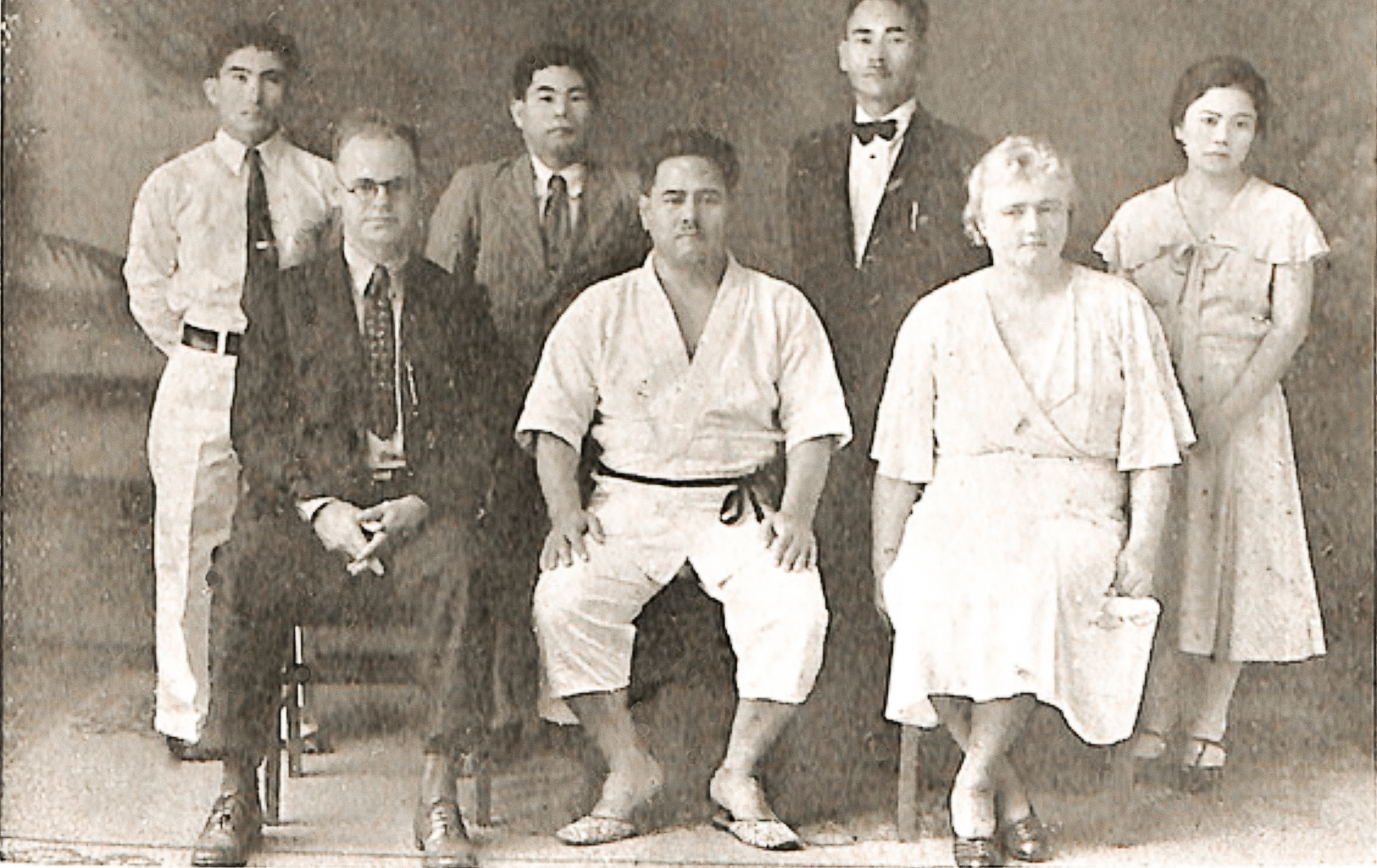
Miyagi Chojun in Hawaii (1934 or 35)

Il maestro Miyagi morì ad Okinawa, l'8 ottobre 1953, a seguito del secondo attacco cardiaco (il primo avvenne nel 1951) senza aver nominato ufficialmente un suo successore.
Al momento della sua morte di Miyagi, i suoi allievi più esperti  erano: Sekō Higa, Meitoku Yagi, Eiichi Miyazato, Koshin Iha e Seikichi Toguchi.
Vi era però la necessità di un successore ufficiale. Pertanto in una riunione del febbraio del 1954 si riunì il Comitato Generale Goju Ryu, formato dai maggiori studenti di Miyagi (che comprendeva tra gli altri Nakaima, Madanbashi, Meitoku Yagi, Iha Koshin) e i suoi familiari. Questi comunicarono che il fondatore dello stile voleva che Eiichi Miyazato, lo studente che più si era allenato sotto di lui negli ultimi 15 anni, gli succedesse. Passati ai voti, venne approvato quasi all'unanimità (un solo voto contrario) Eiichi Miyazato come successore ufficiale di Chojun Miyagi. 
Miyazato continuò quindi ad insegnare dl Dojo in Giardino di casa Miyagi fino al 1957, quando costruì il Jundokan dojo con l'aiuto della famiglia Miyagi. La famiglia di Miyagi ha anche donato a Miyazato gli strumenti Hojo Undo e la statua Busanagashi di Miyagi, che è diventata il simbolo della scuola.
Un altro importante riconoscimento fu fatto dalla famiglia di Miyagi nel 1963 a Meitoku Yagi, riconoscendolo anche lui successivamente come uno dei successori di Miyagi dalla sua famiglia, che gli donò uno dei gi e una cintura di karate di Miyagi.
Successivamente altri studenti si sarebbero proclamati successori di Miyagi come An'ichi Miyagi (un'affermazione sostenuta da Morio Higaonna, che afferma che An'ichi fosse il suo maestro principale]) o Gōgen Yamaguchi.

## Eredità
Alcuni degli studenti più importanti di Miyagi furono Seko Higa (anche uno studente di Kanryo Higaonna), Miyazato Ei'ichi (fondatore del dojo Jundokan), Meitoku Yagi (fondatore del dojo Meibukan), Seikichi Toguchi (fondatore dello Shorei-kan Goju-ryu), e in terra giapponese Gōgen Yamaguchi che fu il fondatore del Gōjū Kai in Giappone.
Il personaggio del signor Miyagi nella serie cinematografica di The Karate Kid, scritto da Robert Mark Kamen (uno studente di Gōjū-ryū della stirpe Toguchi - Kayo Ong), venne ispirato da Chōjun Miyagi e dal maestro Fumio Demura.

## Scritti
- Miyagi, Chojun. "Karate-Do Gaisetsu. Outline of Karate-Do". March 23, 1934 (Showa 9).
- Miyagi, Chojun. "Historical Outline of Karate-Do, Martial Arts Of Ryukyu"
- Miyagi Chojun. " Breathing In and Breathing Out in accordance with Go and Ju , a Miscellaneous Essay on Karate, su uk.geocities.com (archiviato dall'url originale l'11 agosto 2006)."